# Liste des as néo-zélandais de la Première Guerre mondiale

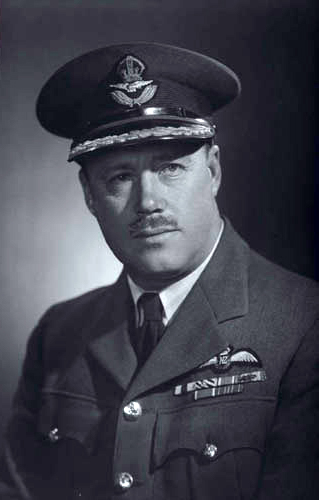
Keith Caldwell, le meilleur as néo-zélandais de la Première Guerre mondiale, ici photographié lors de la Seconde.

Cette liste des as néo-zélandais de la Première Guerre mondiale contient les noms d'aviateurs de originaires de Nouvelle-Zélande ayant combattu lors de la Première Guerre mondiale et ayant obtenu le statut d'as selon les règles en vigueur au sein des armées de l'Empire britannique.

## Normes des victoires aériennes
Comme pour les autres pays, l'Empire britannique emploie l'aviation comme moyen de reconnaissance au début de la guerre. Certains pilotes embarquent bien des armes et même une mitrailleuse Lewis mais le poids est trop important, ce qui dégrade fortement les performances des avions. Le Vickers FB 5, qui entre en service en 1915, est le premier avion anglais pensé entièrement pour le combat.

### Un décompte qui évolue
Le décompte des victoires aériennes par les Britanniques est déterminé par la volonté du haut commandement de maintenir une offensive aérienne continue. Dès le début, il considère comme victorieuses les actions qui déjouent les intentions des Allemands. Leur système de comptage est orienté vers la reconnaissance de la victoire morale que représente le fait de contrecarrer les actions offensives de l'ennemi, ainsi que la victoire physique que représente la destruction de ses avions.
Un pilote britannique ou du Commonwealth appartenant au Royal Flying Corps (RFC) et au Royal Naval Air Service, ou les pilotes australiens de l'Australian Flying Corps, peuvent être crédités d'une victoire pour avoir détruit un avion ennemi, pour l'avoir abattu et mis hors de contrôle, pour l'avoir capturé ou pour avoir détruit un ballon d'observation ennemi. Au tout début des combats aériens, en 1915 et 1916, les victoires peuvent également être attribuées pour avoir forcé un avion ennemi à atterrir en territoire allié ou ennemi. Contrairement aux autres forces aériennes de l'époque, en acceptant ces victoires « hors de contrôle », les autorités britanniques n'exigent pas nécessairement une vérification indépendante au sol d'une victoire pour l'attribuer.
En 1917, les victoires « hors de contrôle » (« out of control »), « abattu » (« driven down ») et « forcé à atterrir » (« forced to land ») surchargent le système de notation. Alors que les combats aériens s'intensifient au point que les pilotes britanniques soumettent jusqu'à 50 réclamations certains jours, le système de comptage sature. En mai 1918, la nouvellement formée Royal Air Force cesse, soi-disant, de comptabiliser les victoires « hors de contrôle » mais les crédite toujours aux pilotes pour l'attribution des décorations. Les victoires se limitent aux avions ennemis détruits, aux avions ennemis abattus hors de contrôle s'ils semblent si endommagés qu'ils vont s'écraser, et aux avions capturés. Les quartiers généraux des Squadron (escadron), des Brigade (brigade) et des Wing (en) (escadre) tiennent tous compte des scores individuels et des scores des unités.

### Difficulté des doublons
Le système d'approbation commence par un rapport de combat du Squadron qui est soumis au quartier général de la Wing. Celui-ci transmet à son tour le rapport au quartier général de la Brigade. La Wing ou la Brigade peuvent approuver ou désapprouver le rapport ; parfois, l'une confirme la victoire et l'autre non. Le système n'est pas centralisé et différentes patrouilles alliées peuvent soumettre des rapports pour un même engagement avec l'ennemi, rendant l'identification compliquée. De plus, les victoires sont rapportées par le QG du RFC via un communiqué. L'heure limite pour le communiqué quotidien (surnommé « Comic Cuts » par les pilotes) est fixée à 16 h. L'adoption d'un système qui ne rend pas toujours compte d'un événement le jour où il se produit réellement ajoute à la confusion causée par le double compte rendu.
Il est donc assez ardu pour les historiens de retrouver et compter correctement les différentes victoires. Certains bombardements, ou simplement le temps, ont également détruits des archives.

### Gestion des victoires partagées
Dans les cas où plus d'un pilote (ou observateur) est impliqué dans une victoire britannique, la pratique est particulièrement incohérente. Puisqu'après tout un seul avion ennemi est détruit, la victoire au niveau de l'unité (Squadron ou Wing par exemple) n'est comptabilisée qu'une fois. D'un autre côté, dans certains cas, tous les pilotes concernés peuvent recevoir un crédit complet à leur score personnel, car les victoires à cette époque ne sont pas divisées de manière fractionnée, comme cela peut être le cas durant la Seconde Guerre mondiale. À titre d'exemple, pas moins de douze pilotes du Royal Flying Corps ont chacun revendiqué une victoire parce qu'ils ont contribué à détruire un Albatros D.III le 8 avril 1917. Cependant, certains squadrons ne comptent ces victoires que pour l'unité concernée sans les créditer à un individu, ou comptent les scores « partagés » séparément des victoires « solo » d'un pilote particulier.
Dans le cas d'équipages de biplaces, le pilote et l'observateur peuvent tous deux être crédités d'une victoire. La règle habituelle consiste à créditer toutes les victoires au pilote d'un Sopwith 1½ Strutter ou d'un Bristol F.2 Fighter biplace, mais l'observateur/tireur n'est crédité que pour les cas où il a tiré avec son arme. Certains squadron tiennent des listes distinctes des as pilotes et des as observateurs, d'autres non.

### Ballons d'observation
Tout comme les autres pays, l'Empire britannique comptabilise bien la destruction des ballons d'observations comme une victoire aérienne. Si à partir de 1918, les ballons doivent être en flamme pour être considérés comme détruits, ce n'est pas spécialement le cas plus tôt durant le conflit, des ballons s'effondrant sur eux-mêmes étant suffisants.
En revanche, dès 1917, le formulaire de réclamation pour les ballons d'observation est différent de celui pour les avions ennemis et est rarement conservé avec les archives des rapports de combat. Cette distinction amène à une sous-estimation du nombre de ballons détruits.

## Liste par nombre de victoires
| Nom du pilote                 | Force aérienne                                                   | Victoires | Remarques | Sources |
| ----------------------------- | ---------------------------------------------------------------- | --------- | --- | ------- |
| Keith Caldwell                | Royal Flying Corps, Royal Air Force, Royal New Zealand Air Force | 25        | Devenu Air Commodore dans la RNZAF. | ,       |
| Keith Park                    | Royal Flying Corps, Royal Air Force                              | 20        | Devenu Air Chief Marshal, il a été un commandant crucial dans la bataille d'Angleterre.                                                                                  | [ 9 ]   |
| Ronald Bannerman (en)         | Royal Flying Corps, Royal Air Force                              | 17        | Devenu Air Commodore. | ,       |
| Arthur Coningham              | Royal Flying Corps, Royal Air Force                              | 14        | Devenu Air Marshal dans la RAF. Pionnier de l'appui aérien rapproché .                                                                                                   | ,       |
| Herbert Gilles Watson (en)    | Australian Flying Corps                                          | 14        | Néo-Zélandais le plus victorieux de l'AFC. | [ 14 ]  |
| Clive Franklyn Collett (en)†  | Royal Flying Corps, Royal Air Force                              | 12        | Premier pilote militaire du service britannique à sauter en parachute d'un avion en Janvier 1917. Tué le 23 décembre 1917 dans un accident d'avion en Écosse.            | ,       |
| Harold Beamish (en)           | Royal Naval Air Service, Royal Air Force                         | 11        | Néo-Zélandais ayant obtenu le meilleur score dans le RNAS. | ,       |
| Malcolm C. McGregor           | Royal Flying Corps, Royal Air Force                              | 11        | | [ 19 ]  |
| Frederick Stanley Gordon (en) | Royal Flying Corps, Royal Air Force                              | 9         | | [ 20 ]  |
| Herbert Drewitt (en)          | Royal Flying Corps, Royal Air Force                              | 7         | A obtenu une Distinguished Flying Cross pour des actions de mitraillage de tranchées. Drewitt était l'un des rares pilotes du Commonwealth à piloter des SPADs français. | ,       |
| Thomas Culling (en)†          | Royal Naval Air Service                                          | 6         | Premier Néo-Zélandais à devenir un as et ailier de l'Australien Roderic Dallas. Tué au combat le 8 juin 1917.                                                            | ,       |
| Forster H. Maynard (en)       | Royal Naval Air Service, Royal Air Force                         | 6         | Devenu Air Vice Marshal dans la RAF et a commandé la défense aérienne de Malte pendant la Seconde Guerre mondiale.                                                       | [ 25 ]  |
| Carrick Paul (en)             | Australian Flying Corps                                          | 5         | | [ 26 ]  |
| Alan Scott (en)               | Royal Flying Corps, Royal Air Force                              | 5         | Devenu Group Captain avant de mourir prématurément en 1922 à 38 ans. | [ 27 ]  |